# Майкъл Пейдж
Майкъл Джером Рийс-Пейдж, известен като Макъл Пейдж, е британски кикбоксьор, боксьор и майстор на смесени бойни изкуства. Той е признат в MMA общността със своя неортодоксален стил на битка, който произхожда от свободния стил кикбокс (бой по точки) и спортно карате. От 17 май 2022 г. той е №2 в ранглистата на Белатор в полутежка категория.
Пейдж получава прозвището „Venom“ от колегата си кикбоксьор Марвин Франсис в знак на почит към филма Five Deadly Venoms (1978).